# Amblyonychus annularis
Amblyonychus annularis là một loài ruồi trong họ Asilidae. Amblyonychus annularis được Fabricius miêu tả năm 1805.